# Metacemyia calloti
Metacemyia calloti là một loài ruồi trong họ Tachinidae.